# Norbert Bosset
Pour les articles homonymes, voir Bosset (homonymie).
Norbert Bosset, né le 14 août 1883 à Avenches et mort le 17 novembre 1969 à Lausanne, est une personnalité politique suisse, membre du Parti radical-démocratique,.

## Biographie
De confession protestante, originaire d'Avenches, Norbert Bosset est le fils de William Bosset et d'Augusta Druey. Il est le neveu de Fritz Bosset, député au Grand Conseil vaudois. Il épouse en 1913 Violette Gilliéron. Il fait des études de droit à l'Université de Lausanne, à Munich et à Paris. Il obtient son doctorat en 1908 et s'établit comme avocat à Avenches entre 1908 et 1922. Franc-maçon, il est membre de la loge Espérance et Cordialité, appartenant à la Grande Loge suisse Alpina,.

### Carrière politique
Membre du Parti radical-démocratique, Norbert Bosset est député au Grand Conseil vaudois entre 1908 et 1922. Il est en parallèle syndic d'Avenches de 1915 à 1920. Il est élu conseiller d'État vaudois le 11 juin 1922 ; il y est responsable du département de l'intérieur et de la santé publique jusqu'au 2 décembre 1944. Il est Conseiller aux États entre le 3 décembre 1928 et le 30 novembre 1947 et est le président du Conseil des États en 1943. Il est en outre président de la commission permanente des finances, membre de la commission fédérale de défense aérienne passive (1937) et membre de la Commission d'experts pour l'application de la loi fédérale sur les stupéfiants (1937). Norbert Bosset quitte la politique lorsque les radicaux décident, après la guerre, de rajeunir le gouvernement et d'y laisser entrer les partis de gauche,,.